# Yu-Gi-Oh! (film, 1999)
A Yu-Gi-Oh! (遊☆戯☆王, Yūgiō, literally Game King, magyarul Játék Király) 1999-ben bemutatott japán animációs fantasy kalandfilm, ami Takahasi Kazuki Yu-Gi-Oh! című mangája alapján készült. A rendezője Simizu Dzsundzsi volt. A film csupán 30 perces, ami alatt egy Aojama Sougo nevű félénk kisfiú egy párbaj során megnyerte a Red Eyes Black Dragont (Vörös szemű Fekete Sárkányt). Mutou Jugi próbálja meggyőzni a fiút, hogy vegyen magát bátorságot, s próbálja meg legyőzni Kaiba Szetot, de nem képes rá. Sougo számára fontos a Vörös szemű Fekete Sárkány.
Az eredeti sorozattól eltérően annyi változást kapott az egyik szereplő, Kaiba Szeto, hogy a zöld színű haja barna lett.

## Történet
Egy Aojama Sougo nevű félénk kisfiú egy párbaj során megszerezte a Red Eyes Black Dragon lapot, ami olyan potenciát ad azoknak, akik bátran párbajoznak. Azelőtt sose nyert még párbajt, de büszke lehet magára. Kaiba Szeto ragaszkodik egy párbajra, amit ellene szeretne megvívni. Sougo visszautasítja a meghívást, ezért Szeto érte küldi az egyik emberét, akitől Mutou Jugi és Dzsonoucsi Kacuja véd meg. Jugi Sougoval menekül, míg Kacuja feltartja Szeto emberét, de Jugiékat elkapja egy másik, aki ellopja a sárkány kapott, valamint Jugi Ezeréves Kirakóját. Sougo bevallja, hogy sose akarta elveszíteni a lapot, így Jugi párbajozik helyette Szeto ellen. Jugi el is megy a párbajra, visszakapja a Kirakóját, s Atemre változik. Szeto holografikus Párbaj Lemezével párbajoznak. A párbaj Jugi számára nem megy egykönnyen, mert Szeto beveti ellene a Kékszemű Fehér Sárkányát. Jugi megtalálja a paklijában a Vörösszeműt, amit Kacuja rakott be, de nem akarja használni, de Sougo biztatja, s nyer is.

## Szereplők
| Szereplő          | Japán hang        |
| ----------------- | ----------------- |
| Mutou Jugi / Atem | Ogata Megumi      |
| Dzsonoucsi Kacuja | Morikava Tosijuki |
| Mazaki Anzu       | Kakazu Jumi       |
| Honda Hiroto      | Okiaju Rjotato    |
| Kaiba Szeto       | Midorikava Hikaru |
| Aojama Sougo      | Hiszamura Eiko    |
| Noszaka Miho      | Nogami Jukana     |

## Fordítás
- Ez a szócikk részben vagy egészben  a   Yu-Gi-Oh! (1999 film) című angol Wikipédia-szócikk fordításán alapul.  Az eredeti cikk szerkesztőit annak laptörténete sorolja fel. Ez a jelzés csupán a megfogalmazás eredetét és a szerzői jogokat jelzi, nem szolgál a cikkben szereplő információk forrásmegjelöléseként.